# 巨齿鲨
巨齒鯊（學名：Otodus megalodon），又名巨牙鯊，學名源自希臘語，意指巨大的牙齒，是一個已滅絕的史前最巨大鯊魚及魚類，生存於2,300萬至260萬年前（中新世早期至上新世末期），不過近期有研究指巨齒鯊於360萬年前的贊克爾期就已經滅絕，比過去估計早了100萬年。

## 描述
巨齒鯊只是從牙齒化石及一些脊椎化石中推斷出來的生物。與其他現代鯊魚相似，牠的骨骼是軟骨而非硬骨，形成骨骼化石紀錄的缺乏。但是，巨齒鯊約過百的大型堅硬琺瑯質牙齒則保存了很久。這些牙齒與大白鯊的牙齒相似，且約為21公分長（斜邊長度）。最近研究指牠是大白鯊的近親。這個近親論說卻不斷被受質疑，認為牙齒的類似是因趨同演化的緣故。無論如何，从牙齒来看，這種生物在史前一定是體型巨大的獵食者。
據估計，巨齒鯊最大的體型為20.3公尺，平均體型為16-18公尺(公鯊平均體型為16公尺。母鯊則較大，平均體型為18公尺)。從這種身型來看，巨齒鯊的體重最重為103噸，平均體重為60-70噸(公鯊平均體重為60噸，母鯊平均體重為70噸)。假設以大白鯊的新陳代謝作比例，牠預估平均每天需要攝取牠體重三十分之一（即4,500磅）的食物。從已知的史前食物鏈來看，一般推斷牠會以鯨為食。巨齒鯊的咬力是古今動物之最，咬合力達28-36吨，比屬上龍亞目的馮氏上龍 （Pliosaurus funkei）的15噸咬合力更大，能輕易咬穿鯨的骨骼。
根據巨齒鯊的巨大的體型及食性，在當時的海洋居於食物鏈最頂層，任何海洋生物都有可能是其獵物，同時也會與同屬頂級掠食者的梅爾維爾鯨和丘布特凱克鯊發生競爭。

## 牙齿

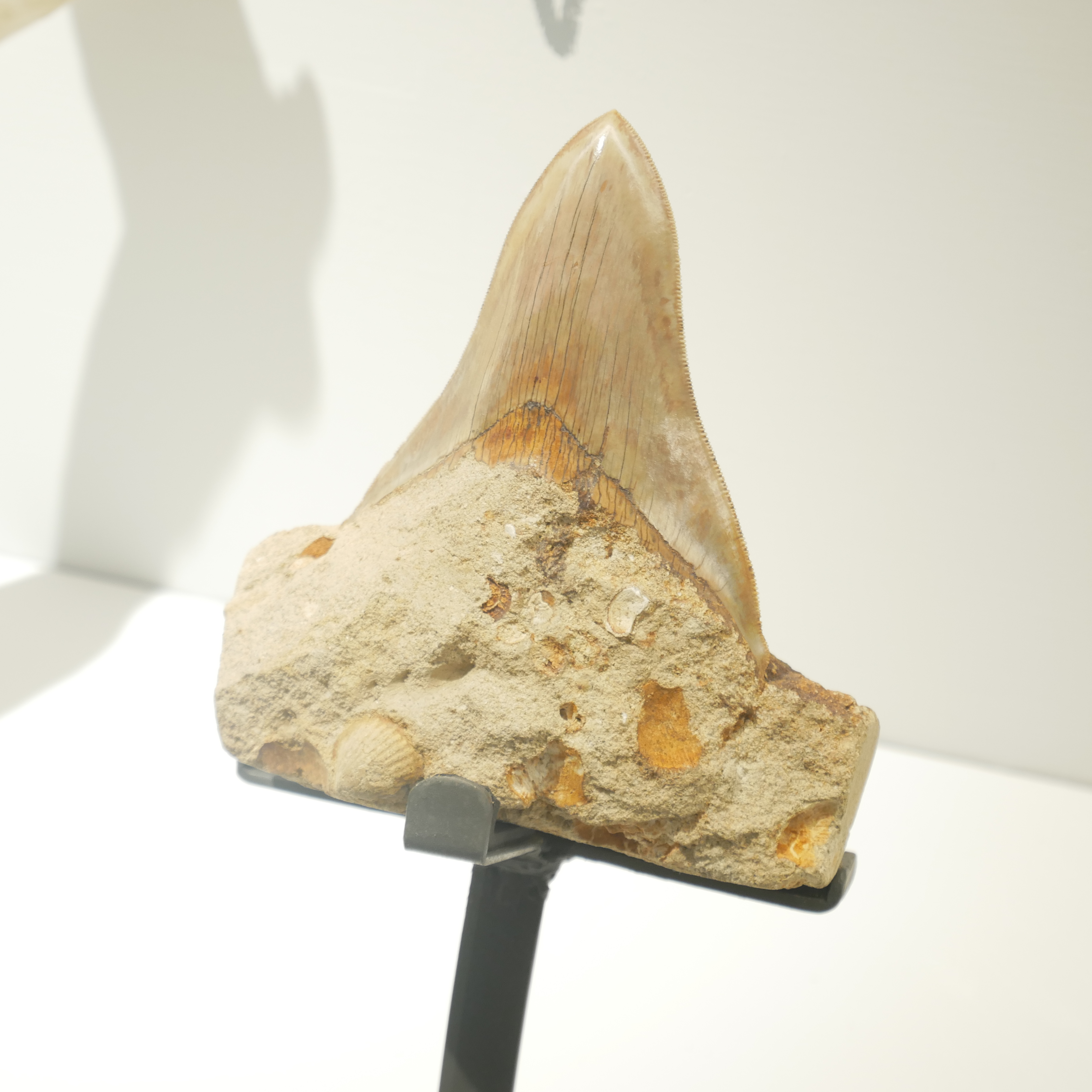
牙齒化石

巨齿鲨长着超过250颗长达20厘米的牙齿。这些牙齿有尖锐的锯齿状边缘。

## 分類爭議
於1995年，有建議將巨齒鯊分類於另一個新的屬中，稱為古鯊屬。但是到目前為止，仍未能就分類的問題上作出解決。很多古生物學者主張分類為古鯊屬，而另一些有海洋生物學背景的學者則堅持巨齒鯊與大白鯊的關係，而分類為噬人鯊屬。主張古鯊屬的學者認為巨齒鯊的祖先應為於始新世的Otodus obliquus，而大白鯊的祖先則為Isurus hastalis。

## 滅絕理論

巨齒鯊與鲸鲨、大白鯊、人的大小对比

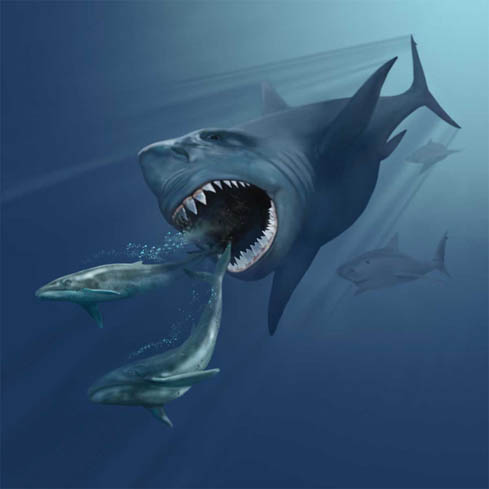
巨齒鯊獵食始鬚鯨想像圖

由於巨齒鯊主要以鯨為糧食，因兩極的海水變冷而不適合巨齒鯊生存，鯨因而可以逃避巨齒鯊的捕獵，令巨齒鯊缺乏食物而滅絕。其他解釋指任何對食物鏈的影響，都會將龐大新陳代謝需求的獵食者淘汰。有些則指巨齒鯊未滅絕，仍然在今天生存，多部電影也以此為題材。
天文學者猜測，於二百六十萬年前發生於本地泡的一次超新星事件可能與巨齒鯊的滅絕有關，這事件發生在上新世與更新世邊界，是個巨型動物群集群滅絕事件，估計大約有36%的物種（genera）被滅絕。
古生物學家羅伯特．波森尼克（Robert Boessenecker）在2019年2月12日發表於《PeerJ》期刊的研究報告中則認為巨齒鯊的滅絕與大白鯊的崛起有關。然而有人質疑這說法，例如馬里蘭大學（University of Maryland）的布萊頓．肯特（Bretton Kent）不相信物種之間的競爭能夠造成這麼大的族群衰退。巨齒鯊與大白鯊曾經生活在同一時期。鯊魚經常掠食其他體型較小的鯊魚，因此，巨齒鯊滅絕跟大白鯊的崛起無關。

## 孑遺
當大部分主流的專家都認為巨齒鯊已经滅絕，但仍有人認為巨齒鯊的孑遺仍然存在，但證據仍似乎較缺乏及含糊。有從挑戰者號發現的巨齒鯊牙齒化石表面積聚的錳，推算出巨齒鯊應在10,000至15,000年前依然生存。但卻亦有指這種估計是不準確的，認為巨齒鯊在上新世之後的估計是根據過時的測試方法。而有人指出依巨齒鯊的生理結構與新陳代謝只能生活在溫暖的淺水海域，在深海生存的可能性微乎其微。
一些其他將疑似鯊魚的大型生物當作是巨齒鯊的報告，多是將姥鯊科、鯨鯊科或其他大型的生物誤認為巨齒鯊。

## 相關文艺创作
由於巨齒鯊的體型巨大及其兇猛，不少作品都會借用巨齒鯊作為主題：
- 電影《深海巨鯊3》
- 電影《巨齒鯊》
- 電影《巨齒鯊2：海溝深淵》
- 電子遊戲《勇鬥大白鯊》（Shark! Hunting The Great White），巨齒鯊於最後一幕出現。
- 電影《大雄的人魚大海戰》
- 手機遊戲Hungry Shark系列中兩款作品《飢餓的鯊魚：進化》（Hungry Shark Evolution）和《飢餓的鯊魚：世界》（Hungry Shark World）都有巨齒鯊，遊戲中巨齒鯊能夠吃其它鯊魚所不能吃的物品，例如：漁船、炸彈、水母；巨齒鯊曾經為遊戲中最強且唯一最大型的鯊魚，後來被頂尖等級的鯊魚超越。

## 外部連結
- Enchanted Learning介紹巨牙鯊 （页面存档备份，存于）
- 巨牙鯊口部照片
- 更多關於巨牙鯊的照片
- 重組巨牙鯊 （页面存档备份，存于）
- BBC製作有關巨牙鯊的資料 （页面存档备份，存于）
- 大白鲨的起源 （页面存档备份，存于）